# Ufag
Ufag oziroma Ungarische Flugzeugfabrik AG  (slovensko Madžarska tovarna letal) je bilo podjetje za izdelavo letal iz Budimpešte, Madžarska.
Ustanovil jo je leta 1912 finančni magnat Camillo Costiglione, po rodu iz Trsta, ki je imel v svoji lasti za časa pred in med prve svetovne vojne še več drugih letalskih podjetij: na Dunaju Albatros Werke in Phönix Flugzeugwerke, v Berlinu pa Hansa und Brandenburgische Flugzeugwerke GmbH.
Tovarna je proizvajala tako licenčne izdelke kot tudi letala po lastni zamisli, oziroma razvoju. Prvega so naredili leta 1913. Med prvo vojno so tako izdelali po licenci za Avstro-Ogrsko vojno letalstvo številna letala: Lohner B.II, leta 1915 so jih naredili 39, Brandeburg C.I, ki jih leta 1917 prišlo iz tovarne kar 330.

### Stanko Bloudek
Med letoma 1916 in 1918 je bil v njej vodja tovarniške konstruktorske ekipe slovenski inženir Stanko Bloudek. Le ta je vodil dela na konstrukciji bojnega izvidniškega dvosedežnega letala Ufag C.I., ki so ga konec leta 1917 sprejeli v proizvodnjo. Letalo so uporabljali tudi na soški fronti, izdelali pa so jih 186. Skupaj s tehničnim vodjem tovarne Balabanom sta delala na projektu zračnega plovila, kakršnim danes pravimo helikopter. Literatura projekt omenja z imenom Balaban-Bloudek helikopter. Naprava je imela šesterokraki vijak na navpični osi, toda zaradi prevelikih težav s smerno stabilnostjo sta se eksperimentu odpovedala. Naslednji projekt v tovarni je predstavljalo delo na enosedežnem lovskem letalu, ki naj bi bilo konkurenčno predvsem po manevrskih sposobnostih, saj niso imeli zanj na voljo dovolj močnega motorja, da bi bil lahko konkurenčen s svojo hitrostjo. Ufag D.I naj bi bilo enomotorno, enokrilno letalo z razpetino kril 8,5 m in prazno težo zgolj 380 kg, toda zaradi razpada Avstro-Ogrske so vsa dela na njem prekinili še pred dokončanjem prvega prototipa.

### Zanimivost
Tovarna je zaradi velikih vojnih potreb delala s polno paro in posledično izdelala prek tisoč letal v prvi svetovni vojni. Na slovesnosti v podjetju ob točno 1.000-em izdelanem se je Stanko Bloudek fotografiral pred slovesno okrašenem letalom z registrsko številko 161.121 za spominsko sliko ob tem posebnem dogodku.